# Stephanie Murphy
Stephanie Murphy, tên khai sinh Đặng Thị Ngọc Dung (sinh 1978), là một nữ chính khách người Mỹ gốc Việt thuộc đảng Dân chủ. Bà là Nghị sĩ Hạ viện Hoa Kỳ kể từ tháng 11 năm 2016, đại diện cho khu quốc hội số 7 của tiểu bang Florida. Bà là phụ nữ gốc Việt đầu tiên thắng cử tại Quốc hội Hoa Kỳ.

## Thân thế
Bà sinh ra ở Việt Nam. Năm 1979, khi bà vừa được 6 tháng thì gia đình bà vượt biển rồi được tàu Hải quân Hoa Kỳ vớt. Tại Mỹ gia đình bà định cư ở tiểu bang Virginia.
Sau trung học bà theo học ở Đại học William & Mary và lấy bằng cử nhân kinh tế học. Sau đó bà học cao học tại Đại học Georgetown và tốt nghiệp với bằng thạc sĩ khoa học chuyên về dịch vụ đối ngoại vào năm 2004.
Bà nhận nhiệm sở làm chuyên viên an ninh ở Bộ Quốc phòng Hoa Kỳ rồi sau đó ra làm giám đốc công ty đầu tư Sungate Capital ở Winter Park, Florida. Bà cũng là giáo sư môn thương mại kinh doanh ở Đại học Rollins.
Bà có chồng là Sean Murphy và hai con, Liêm và Maya.

## Hoạt động chính trị
2016
Năm 2016, bà ra tranh cử địa hạt 7 tiểu bang Florida và loại được đối thủ đảng Cộng hòa vượt qua dân biểu John Mica, người đã đại diện khu vực này từ năm 1993, trong cuộc bầu cử ngày 8 Tháng 11 năm 2016 với 180.372 phiếu (51.5%) trên tổng số 350.319 phiếu và trở thành phụ nữ Mỹ gốc Việt đầu tiên đắc cử Quốc hội Hoa Kỳ và là người gốc Việt thứ hai (sau ông Joseph Cao Quang Ánh).
2018
"Trong số ba đảng viên Dân chủ mới vào Quốc hội từ Trung Florida, bao gồm Đại biểu Hoa Kỳ. Val Demings, D-Orlando và Darren Soto, D-Kissimmee, Murphy phải đối mặt với cuộc tranh đua khó khăn nhất để được tái cử", báo  Orlando Sentinel  cho biết vào ngày 2 tháng 1 năm 2018. "Tôi nghĩ rằng bà ấy có một trong những quận khó khăn nhất trong cả nước," Susan MacManus, giáo sư khoa học chính trị tại Đại học Nam Florida, nói: "Rất khó để làm hài lòng tất cả mọi người trong một khu vực dễ thay đổi ý kiến và đó là lý do tại sao nó rất khó khăn."
Tuy nhiên bà được bầu lại với 57,6% số phiếu.

## Quan điểm chính trị

### Chính sách súng ống
Murphy quyết định ra tranh cử khi dân biểu đương nhiệm của đảng Cộng hòa, John Mica, chấp nhận đóng góp chiến dịch từ NRA hai ngày sau vụ xả súng tại hộp đêm ở Orlando 2016, Florida. (Khu vực quốc hội thứ 7 bao gồm phần lớn Orlando) Cô đắc cử với sự hỗ trợ của các nhóm kiểm soát súng, chẳng hạn như Americans for Responsible Solutions (người Mỹ cho các giải pháp có trách nhiệm) và the Pride Fund to End Gun Violence (Quỹ tự hào để chấm dứt bạo lực súng), được thành lập sau vụ bắn súng Pulse. Murphy hỗ trợ kiểm tra lý lịch phổ quát, cũng như cấm những người trong Danh sách No Fly List được mua súng. Murphy tuyên bố: "Chúng ta nên bảo vệ quyền Sửa đổi thứ hai của những người sở hữu súng tuân thủ luật pháp, nhưng chúng ta cũng nên bảo vệ cộng đồng của mình bằng cách thông qua luật súng đạn hợp lý." 
Năm 2017, Murphy đã đưa "Đạo luật nghiên cứu bạo lực súng" vào Hạ viện Hoa Kỳ, được thiết kế để bãi bỏ lệnh cấm liên bang năm 1996 về việc sử dụng quỹ liên bang để tài trợ cho nghiên cứu bạo lực súng đạn. Murphy tuyên bố rằng lệnh cấm hiện tại đối với nghiên cứu bạo lực súng đạn là "không có tinh thần Hoa Kỳ đến tận cốt lõi của nó."  Cho tới tháng 2 năm 2018, Đạo luật đã không được bỏ phiếu. Sau vụ nổ súng trường trung học Stoneman Douglas 2018 ở Parkland, Florida, một số dân biểu Đảng Cộng hòa cho biết họ ủng hộ Đạo luật Nghiên cứu Bạo lực Súng. Vào tháng 3 năm 2018, Murphy nói rằng việc kiểm soát súng có thể đang đến gần "điểm bùng phát" bởi vì thế hệ trẻ hiện tại "phải lớn lên ở nơi họ không biết gì ngoài vụ xả súng hàng loạt ở trường. Họ chán nản và mệt mỏi vì điều đó, và họ bắt đầu hoạt động tích cực. "

### Di trú
Murphy đồng tài trợ Đạo luật DREAM và đã bỏ phiếu nhiều lần để buộc Hạ viện bỏ phiếu. Tuy nhiên, cô là một trong số 24 nghị sĩ Dân chủ Hạ viện đã bỏ phiếu cho Luật Kate, theo đó "một người ngoại quốc đã bị loại trừ, trục xuất, loại bỏ hoặc từ chối nhập cảnh, hoặc đã rời khỏi Hoa Kỳ trong khi có lệnh loại trừ, trục xuất hoặc loại bỏ, và sau đó vượt biên hoặc cố gắng vượt biên sang Hoa Kỳ, sẽ bị phạt tiền, bị phạt tù không quá hai năm hoặc cả hai. " Để chứng minh sự ủng hộ của mình đối với cải cách nhập cư, cô đăng lên mạng hình ảnh cô ấy mặc áo phông với câu "Tôi là người nhập cư" cùng với thông điệp "#IAmAnImmigrant và tự hào về nó. Sự đa dạng của đất nước chúng tôi là sức mạnh của nó. Cơ hội và tự do giữ cho giấc mơ Mỹ tồn tại." 

### Lệnh cấm du lịch của Trump
Murphy phản đối lệnh hành pháp của Tổng thống Trump tạm thời cấm nhập cảnh vào Hoa Kỳ bởi công dân của sáu quốc gia đa số là Hồi giáo. "Tôi cực lực phản đối các mệnh lệnh hành pháp của Tổng thống đối với người tị nạn, vi phạm các giá trị cơ bản của Mỹ và làm suy yếu an ninh quốc gia của chúng tôi", cô nói. "Chúng ta phải làm việc theo kiểu lưỡng đảng để tăng cường chính sách tị nạn theo cách giữ cho chúng ta an toàn VÀ duy trì các giá trị của chúng ta." 

### Cho doanh nghiệp nhỏ vay tiền
Murphy giới thiệu một dự luật để giúp các chủ doanh nghiệp nhỏ có được các khoản vay lãi suất thấp dễ dàng hơn. Dự luật đã được thông qua bởi hạ viện. Bà cũng đồng tài trợ một đạo luật, được Tổng thống Trump thông qua và ký, đảm bảo rằng các doanh nghiệp nhỏ sẽ nhận được một phần hợp đồng của chính phủ liên bang.

### Luận tội Tổng thống Donald Trump
Stephanie Murphy cho biết một ngày trước đó, bà sẽ biểu quyết ủng hộ luận tội Tổng thống Donald Trump vào ngày 18.12.2019.

## Các ủy bạn hạ viên
Murphy là ủy viên các ủy ban và tiểu ban hạ viện sau:
- Ủy ban Tài chính và Thuế vụ
  - Tiểu ban Thương mại
  - Tiểu ban Hỗ trợ Công nhân và Gia đình
- Ủy ban Dịch vụ Vũ trang
  - Tiểu ban Tình báo và Đặc nhiệm, Phó Chủ tịch
  - Tiểu ban Lực lượng Trên không và Trên bộ Chiến thuật
- Ủy ban Chọn lọc về cuộc Tấn công ngày 6 tháng 1